# Khādem Kandī
Khādem Kandī (persiska: خادم کندی) är en ort i Iran.   Den ligger i provinsen Östazarbaijan, i den nordvästra delen av landet, 400 km väster om huvudstaden Teheran. Khādem Kandī ligger 2 212 meter över havet och antalet invånare är 173.
Terrängen runt Khādem Kandī är lite kuperad.Runt Khādem Kandī är det ganska glesbefolkat, med 22 invånare per kvadratkilometer. Närmaste större samhälle är Īmeshjeh, 19,3 km norr om Khādem Kandī. Trakten runt Khādem Kandī består i huvudsak av gräsmarker.